# 서울미아초등학교
서울미아초등학교(彌阿初等學校)는 대한민국 서울특별시 성북구에 있는 초등학교이다.

## 학교 연혁
- 1962.01.15 권순천 교장 부임(제 1대)
- 1962.03.28 개교(27학급)
- 1971.09.01 서울미아국민학교로 설립 인가
- 1983.02.17 병설유치원 설립개칭 인가
- 1998.12.31 인성교육 우수학교 표창(성북교육청)
- 1999.09.01 권석호 교장 부임(제 11대)
- 2000.03.01 서울특별시 교육청지정 특별활동 시범학교 운영보고
- 2000.10.20 제 1회 미아 종합 예술제 개최
- 2001.09.28 서울특별시 교육청지정 특별활동 시범학교 운영보고
- 2002.12.27 서울특별시 학교교육과정 편성운영 우수학교 표창(서울시교육감)
- 2003.03.01 신평길 교장 부임(제 12대)
- 2003.12.23 기본이 바로된 어린이 실천 우수학교 표창(서울시 교육감)
- 2003.12.29 서울교육시책구현 우수학교 표창(서울시 교육감)
- 2004.04.07 서울특별시 성북교육청 영재교육 과학과 중심학교 개강식
- 2007.09.07 강성희교장 부임(제 13대)
- 2007.10.09 서울미아초등학교로 교명변경
- 2007.12.08 학교홈페이지 활용 우수학교상 수상(교육장)
- 2008.03.01 교원능력개발평가 선도학교 지정운영(서울시 교육청)
- 2009.03.01 교원능력평가 선도학교 운영(제2차년도)
- 2009.11.10 본관개축 및 증축 준공식 거행
- 2009.12.31 걸스카우트 장기등록대(30년) 표창장 수상
- 2010.03.04 제14대 이형우 교장 취임
- 2010.07.01 사교육없는 학교 시범운영(교육과학기술부지원)
- 2010.12.31 학교경영우수(방과후학교) 성북교육장 표창
- 2012.07.01 사교육절감형 창의경영학교 시범학교 2차년도 지정 운영
- 2012.07.01 초등성북동아리한마당 최우수상 수상
- 2012.07.01 교육과학기술부지원 사교육절감형 창의경영학교 시범학교 3차년도 지정
- 2012.08.02 후관 동쪽 옥외계단 보수공사 준공
- 2012.11.21 사교육절감형 창의경영학교 운영보고회
- 2013.09.15 담장개선 사업
- 2013.12.31 미아초 '아마존 사업'완료
- 2014.03.01 제15대 김재환 교장 부임
- 2014.12.30. 학부모 학교교육 참여부문 부총리겸 교육부장관상 수상
- 2014.12.30. 인권친화적 학교만들기 부문 교육감상 수상
- 2015.03.02. 2015학년도 48학급 편성(특수학급 2학급 포함)
- 2016.03.02. 제16대 김재식 교장 부임
- 2016.06.20. 교내 안전관리를 위한 CCTV 고화소 전면교체
- 2016.12.31. 창의교육 활성화 우수학교 교육감상 수상
- 2016.12.31. 기초학력향상사업 우수학교 교육감상 수상
- 2017.02.17. 제54회 졸업식(졸업생 213명, 졸업생 누계 32,985명)
- 2017.03.01. 1,2학년 안전과 성장을 위한 안성맞춤 교육과정 선도학교 지정
- 2019.02.18 제57회 졸업식(졸업생 476명, 졸업생 누계 56,234명)
- 2019.06.13 특수반 설립개칭 인가
- 2021.02.26 제59회 졸업식(졸업생 421명, 졸업생 누계 32,423명)
- 2022.03.28 개교 60주년